# Хабиру
Хабиру (на египетски: ˁpr.w, Aper(u), Apiru; вавилонски: Ḫabiru, Chabiru) е име, дадено в различни шумерски, египетски, акадски, хетски, митанийски и угаритски източници, датирани между 21 и 12 век пр.н.е., на група народи, живеещи в Североизточна Месопотамия и Плодородния полумесец от границите на Древен Египет в Ханаан до Иран. Когато са открити първите сведения за хабиру, учените приемат, че това е библейският народ 'БРИ (от עבר), евреите. Тази хипотеза все още е предмет на дискусии, въпреки че, все повече привърженици печели теорията, че хабиру, смятани по-рано за древните евреи, са хуритски народ.
Произходът на евреите се свързва със западните семити, известни като амореи.